# Internationale Cricket-Saison 1952/53
Die internationale Cricket-Saison 1952/53 fand zwischen November 1952 und März 1953 statt. Als Wintersaison wurden vorwiegend Heimspiele der Mannschaften aus Südasien, der Karibik und Ozeanien ausgetragen.

## Überblick

### Internationale Touren
| Beginn           | Heimteam    | Auswärtsteam | Resultate | Artikel |
| Beginn           | Heimteam    | Auswärtsteam | Test      | Artikel |
| ---------------- | ----------- | ------------ | --------- | ------- |
| 16. Oktober 1952 | Indien      | Pakistan     | 2–1 [5]   | Artikel |
| 5. Dezember 1952 | Australien  | Südafrika    | 2–2 [5]   | Artikel |
| 21. Januar 1953  | West Indies | Indien       | 1–0 [5]   | Artikel |
| 6. März 1953     | Neuseeland  | Südafrika    | 0–1 [2]   | Artikel |

## Nationale Meisterschaften
Aufgeführt sind die nationalen Meisterschaften der Full Member des ICC.
| Land       | First-Class              |
| ---------- | ------------------------ |
| Australien | Sheffield Shield 1952/53 |
| Indien     | Ranji Trophy 1952/53     |
| Neuseeland | Plunket Shield 1952/53   |
| Südafrika  | Currie Cup 1952/53       |